# More of the Monkees
More of the Monkees es el segundo álbum de estudio de grupo de rock estadounidense The Monkees. Fue publicado en 1967.

## Lista de canciones
| N.º   | Título                                    | Duración |  |
| 1.    | «She»                                     | 2:27     |  |
| 2.    | «When Love Comes Knockin' (At Your Door)» | 1:45     |  |
| 3.    | «Mary, Mary»                              | 2:12     |  |
| 4.    | «Hold On Girl»                            | 2:23     |  |
| 5.    | «Your Auntie Grizelda»                    | 2:28     |  |
| 6.    | «(I'm Not Your) Steppin' Stone»           | 2:25     |  |
| 7.    | «Look Out (Here Comes Tomorrow)»          | 2:10     |  |
| 8.    | «The Kind Of Girl I Could Love»           | 1:50     |  |
| 9.    | «The Day We Fall In Love»                 | 2:20     |  |
| 10.   | «Sometime In The Morning»                 | 2:24     |  |
| 11.   | «Laugh»                                   | 2:25     |  |
| 12.   | «I'm a Believer»                          | 2:41     |  |
| 27:30 |                                           |          |  |